# Tom Clancy's Rainbow Six: Siege
Tom Clancy's Rainbow Six: Siege es un videojuego de disparos táctico en línea desarrollado por Ubisoft Montreal y distribuidor por Ubisoft. Salió a la venta en todo el mundo para Microsoft Windows, PlayStation 4 y Xbox One el 1 de diciembre de 2015 y para PlayStation 5 y Xbox Series X|S el 1 de diciembre de 2020. El juego pone mucho énfasis en la destrucción del entorno y en la cooperación entre los jugadores. Cada jugador asume el control de un atacante o un defensor en diferentes modos de juego, como rescatar a un rehén, desactivar una bomba y tomar el control de un objetivo dentro de una habitación. El título no tiene campaña, pero cuenta con una serie de misiones cortas, fuera de línea, llamadas "situaciones", que pueden jugarse en solitario. Estas misiones tienen una narrativa suelta, centrada en el entrenamiento de los reclutas para prepararlos para futuros encuentros con las "Máscaras Blancas", un grupo terrorista que amenaza la seguridad del mundo.
Siege es una entrada en la serie Tom Clancy's Rainbow Six y el sucesor de Tom Clancy's Rainbow 6: Patriots, un videojuego de disparos táctico que tenía un mayor enfoque en la narrativa. Después de que Patriots fuera cancelado por su aspecto técnico, Ubisoft decidió reiniciar la franquicia. El equipo evaluó el núcleo de la serie Rainbow Six y creyó que dejar que los jugadores se hicieran pasar por las principales unidades antiterroristas de todo el mundo era lo más adecuado para el juego. Para representar de la mejor forma las situaciones reales, Ubisoft consultó a unidades antiterroristas reales y se fijó en ejemplos de operaciones en la vida real. Con AnvilNext 2.0, el juego también utiliza la tecnología RealBlast de Ubisoft para crear entornos destructibles.
El juego tuvo una acogida muy positiva por parte de los críticos y el público, con elogios dirigidos sobre todo al multijugador y a su enfoque táctico, siendo considerado uno de los mejores juegos multijugador hasta la fecha. Ubisoft se asoció con la ESL para convertir a Siege en un juego de esports. En  febrero de 2022, el juego superó los 80 millones de jugadores en todas las plataformas, y en abril de 2022, se anunció una versión para Android y IOS.

## Jugabilidad
El juego consiste en partidas de equipos de cinco atacantes contra cinco defensores. Los defensores deben defender un objetivo dentro de una estructura, ya sea un rehén, dos bombas o un contenedor biológico. Si logran defender al objetivo con éxito o eliminan a todos los atacantes, ganan la ronda. Los atacantes deben rescatar, desactivar, o asegurar al objetivo (respectivamente), o eliminar a los defensores para ganar.

## Modos de juego
Existen 3 modos de juego que son:
- Rehén: los atacantes deben localizar y extraer a un rehén de un edificio, mientras los defensores deben evitarlo.

- Bomba: los atacantes deben localizar una de dos bombas y plantar o activar un sedax (Sistema Experto en Desactivación de Artefactos Explosivos). Los atacantes ganan la ronda si logran desarmar una bomba o si eliminan al equipo enemigo.

- Asegurar la zona: los atacantes deben localizar una zona donde se encuentra un contenedor de material biológico peligroso y deben asegurar el área; para ello, deben permanecer en la sala  durante 10 segundos consecutivos sin ningún defensor en el área.

A veces hay eventos como Six Invitational o Outbreak que por lo general añaden otro modo con diferente jugabilidad

### Listas de partidas
- Zona de aprendizaje: Este es un modo de juego para un solo jugador con misiones y objetivos específicos, que permitirán conocer a los operadores y aprender las mecánicas del juego. Estas misiones pueden jugarse en dificultad Normal, Difícil o Realista. Los rivales son controlados por la IA del juego.

- Campo de maniobras: Antes "caza al terrorista". Es un modo de juego donde en solitario o en cooperativo hay que enfrentar a terroristas controlados por la IA. Puede elegirse el mapa, hora del día y hasta las ubicaciones de los objetivos.

Las partidas en línea se dividen en cuatro tipos:
- Partida rápida: Las partidas rápidas (antes conocidas como "casuales") son a tres rondas y el emparejamiento se realiza de manera aleatoria, sin importar el rango de los jugadores.
- Partida rápida descubrimiento: Cada vez que hay novedades sobre algún mapa disponible en el juego, se permite jugar partidas rápidas dentro de sí para reconocer mejor el escenario.

- Jugador nuevo: Con el fin de que los jugadores nuevos aprendan más sobre el juego y sus mecánicas, se ha añadido este tipo de juego el cual sólo está disponible para los jugadores por debajo del nivel 10, para así sólo compartir partidas con jugadores igualmente aprendices.

- Igualadas: Las partidas igualadas son a 4 rondas. La diferencia entre el equipo ganador y el perdedor ha de ser de 2 rondas, es decir, si hay empate a 3, se jugara a 5 rondas. Al haber más rondas, los puntos de reconocimiento y los créditos que se dan son mayores. Este modo de juego empareja a los jugadores con adversarios del mismo rango. Los rangos se van subiendo o bajando en cuestión de las partidas ganadas. En primera instancia se juegan 10 partidas y en función de las victorias y derrotas al jugador se le asigna un rango. Subir de rango es complicado y requiere ganar muchas partidas igualadas. El único modo de juego disponible en este emparejamiento es Bomba. Te pueden penalizar por abandono.

- No igualadas: Lo mismo a una partida igualada, pero abierta para nivel 10 o mayor y no afectará tu rango. El único modo de juego disponible en este emparejamiento es Bomba. Te pueden penalizar por abandono.
- Partida personalizada: En esta forma se podrá jugar bajo cualquier regla aplicable, así como diseñar cada detalle disponible. Evidentemente, no hay consecuencias de ningún tipo (rango, fama, etc.).

Rangos: Los rangos se definen mediante un sistema de puntos llamados MMR o ELO los cuales se van subiendo o bajando también subes o bajas de rango EJ: Plata (2100 - 2600 MMR)
Los rangos se clasifican de la siguiente manera:
| Rango | Rango | Rango  | Rango | Rango | Rango   | Rango    | Rango          |
| Nivel | Cobre | Bronce | Plata | Oro   | Platino | Diamante | Campeón        |
| ----- | ----- | ------ | ----- | ----- | ------- | -------- | -------------- |
| Nivel | 1     | 1      | 1     | 1     | 1       | 1        | (Máximo rango) |
| Nivel | 2     | 2      | 2     | 2     | 2       | 2        | (Máximo rango) |
| Nivel | 3     | 3      | 3     | 2     | 2       | 2        | (Máximo rango) |
| Nivel | 4     | 4      | 4     | 3     | 3       | 3        | (Máximo rango) |
| Nivel | 5     | 5      | 5     | 3     | 3       | 3        | (Máximo rango) |

## Operadores
El juego cuenta con una amplia variedad de personajes elegibles, llamados operadores. Cada operador posee armas exclusivas y una habilidad única que puede utilizar durante los combates, como también estadísticas que determinan su nivel de blindaje y velocidad.
Estos personajes se dividen en 2 clases: 
- Atacantes: Son los encargados de rescatar al rehén, asegurar el contenedor de riesgo biológico o desactivar las bombas, dependiendo el modo de juego, además de matar a todos los defensores.
- Defensores: Son los personajes responsables de defender y/o evitar que los atacantes aseguren el contenedor de riesgo biológico, liberen al rehén o desactiven las bombas.

Todos los operadores pertenecen a cuerpos de élite antiterroristas de distintas naciones, los cuales son:
| Organización                                | Atacantes                | Defensores                |
| ------------------------------------------- | ------------------------ | ------------------------- |
| SAS                                         | Sledge y Thatcher        | Mute y Smoke              |
| FBI-SWAT                                    | Ash y Thermite           | Castle y Pulse            |
| GIGN                                        | Montagne y Twitch        | Doc y Rook                |
| Spetsnaz                                    | Fuze y Glaz              | Kapkan y Tachanka         |
| GSG 9                                       | Blitz y IQ               | Jäger y Bandit            |
| JTF2                                        | Buck                     | Frost                     |
| Navy Seals                                  | Blackbeard               | Valkyrie                  |
| BOPE                                        | Capitão                  | Caveira                   |
| SAT                                         | Hibana                   | Echo                      |
| GEO                                         | Jackal                   | Mira                      |
| Unidad de Tareas Especiales (SDU)           | Ying                     | Lesión                    |
| GROM                                        | Zofia                    | Ela                       |
| BME 707                                     | Dokkaebi                 | Vigil                     |
| CBRN (Unidad QBRN)                          | Finka y Lion             | No cuentan con defensores |
| Grupo de Intervención Especial (GIS)        | No cuentan con atacantes | Alibi y Maestro           |
| GSUTR                                       | Maverick                 | Clash                     |
| GIGR                                        | Nomad                    | Kaid                      |
| SASR                                        | Gridlock                 | Mozzie                    |
| Jaeger Corps USSS                           | Nokk                     | Warden                    |
| APCA Cuerpo de Fuerzas Especiales de México | Amaru                    | Goyo                      |
| Escuadrón Nighthaven                        | Kali                     | Wamai                     |
| PEUE Sin afiliación                         | Iana                     | Oryx                      |
| \| Escuadrón Nighthaven-Escuadrón Wolfguard | Ace                      | Melusi                    |
| Escuadrón Ghosteyes                         | Zero                     | No cuentan con defensores |
| Escuadrón Nighthaven                        | No cuentan con atacantes | Aruni                     |
| Escuadrón Ghosteyes                         | Flores                   | No cuentan con defensores |
| Escuadrón Wolfguard                         | No cuentan con atacantes | Thunderbird               |
| Escuadrón Nighthaven                        | Osa                      | No cuentan con defensores |
| Garda Síochána                              | No cuentan con atacantes | Thorn                     |
| Guardaespaldas                              | No cuentan con atacantes | Azami                     |
| Escuadrón Wolfguard                         | Sens                     | No cuentan con defensores |
| Escuadrón Nighthaven                        | Grim                     | No cuentan con defensores |
| Escuadrón Ghosteyes                         | No Cuentan con atacantes | Solis                     |
| Escuadrón Viperstrike                       | Brava                    | No cuentan con defensores |

### Habilidades especiales de los operadores

#### Atacantes
- Sledge (Seamus Cowden ): Tiene un martillo el cual le permite destruir las paredes blandas si se encuentra suficientemente cerca.(Tiene 25 usos)

- Thatcher (Mike Baker ): Tiene cargas de pulso electromagnético la cual se lanza como una granada que al explotar inhabilita temporalmente la mayoría de dispositivos electrónicos defensores.(Tiene 3 granadas PEM)

- Ash (Eliza Cohen ): Va equipada con un lanzagranadas de proximidad cual se pega a las paredes y destruye a distancia cualquier superficie destructible.(Tiene 2 cargas)

- Thermite (Jordan Trace ): Está equipado con dos cargas exotérmicas Brimstone BC-3, estas cargas pueden atravesar cualquier muro reforzado.(Tiene 2 cargas)

- Montagne (Gilles Touré ): Tiene un escudo que puede ampliar para parar los daños que se provoquen delante de él. Mientras el escudo está ampliado no puede usar su secundaria, el único arma que lleva aparte del escudo. Su debilidad es que si el dron de Echo o las minas de Ela lo aturden se baja el escudo

- Twitch (Emmanuelle Pichon ): Tiene 2 drones de shock  que están especializados, pueden disparar choques eléctricos a un objetivo y saltar, además uno normal para la fase de preparación.(Tiene 3 drones)

- Fuze (Shuhrat Kessikvayev ): Lleva consigo cargas de racimo que hacen un agujero en suelos o paredes y lanzan granadas hacia el interior.(4 usos)

- Glaz (Timur Glazkov ): Lleva un rifle francotirador OTs con una mira HDS desplegable. Esta mira és específica porque es la única que puede ver a través del humo

- Blitz (Elias Kötz ): Está equipado con el escudo táctico G52, que posee cargas para cegar temporalmente a los enemigos.(Tiene 5 usos con cooldown)

- IQ (Monika Weiss ): Va equipada con un dispositivo que detecta aparatos electrónicos, el MKIII. este dispositivo se puede usar a la vez que su pistola, pero no que su primaria

- Buck (Sebastian Côté ): Tiene acoplada a su arma una escopeta SK 4-12 de calibre 12 con la que rompe superficies y puede matar a sus enemigos.

- Blackbeard (Craig Jenson ): Tiene dos escudos antibalas los cuales puede equipar en el arma principal para evitar los disparos a la cabeza cada uno con 1 de vida. equipar el escudo hará que apuntes y corras más lento.

- Capitão (Vicente Souza ): Posee una ballesta táctica con dos utilidades una para echar humo y la otra para lanzar un gas mortífero a distancia.(2 usos por tipo de disparo)

- Hibana (Yumiko Imagawa ): Lleva consigo el X-KAIROS; con él puede abrir agujeros en muros reforzados.(3 disparos de 6 x Kairos cada uno)

- Jackal (Ryad Ramírez Al-Hassar ): Porta el dispositivo Eyenox Model III, capaz de identificar y rastrear las huellas de los enemigos durante 5 exposiciones cada exposición dura 4 segundos.(3 escaneos)

- Ying (Sui Mei Lin ): Posee el dispositivo Candela, un tipo de granada de destello que cuando es lanzada se divide en varias cargas. Puede arrojarse o sujetarse a superficies.(3 candelas)

- Zofia (Zofia Bosak ): Lleva consigo un lanzagranadas que puede disparar tanto municiones de impacto como aturdidoras. Además, podrá autoreanimarse cuando sea derribada, pero volviendo sólo con cinco puntos de vida.(2 disparos de impacto y 4 aturdidoras)

- Dokkaebi (Grace Nam ): Capaz de hacer una llamada para que los móviles de los defensores suenen dónde están ubicados. Puede hackear los celulares de defensores caídos para poder tener acceso a cámaras defensoras.

- Finka (Lera Melnikova ): Aplica una dosis de nanobots que le brinda a los aliados una capa de blindaje y mejora su puntería. Además, es capaz de levantar a un aliado caído en cualquier parte del mapa a menos que este muerto.(3 usos)

- Lion (Olivier Flament ): Utiliza el dron EE-One-D para revelar la posición de los enemigos cuando están en movimiento.( 3 escaneos)

- Maverick (James Maverick ): Posee un soplete capaz de derretir segmentos de las paredes reforzadas.

- Nomad (Kashba Sehkra Mania ): En su arma tiene acoplada un proyectil, el "Airjab" o "Mazazo aéreo", lo que hace que al lanzarlo a una superficie, se queda enganchada en ella y cuando un enemigo pase sobre su zona de activación esta explotará haciendo que esté salga disparado por los aires.

- Gridlock (Tori Tallyo Fairous ): Está equipada con 3 Trax Stingers, dispositivos que cuando se despliegan, se despliegan y se extienden en su proximidad. Al funcionar de manera similar al alambre de púas del defensor en el sentido de que ambos ralentizan a los oponentes y hacen ruido al atravesarlos.(3 dispositivos Trax Stingers)

- Nøkk (Karina Gaarddhøje ): Posee el HEL, un dispositivo el cual la hace invisible a las cámaras defensoras, conjuntamente con su "paso silencioso" al igual que Caveira, pero a diferencia de ella no hará ruido mientras no corra.

- Amaru (Azucena Rocío Quispe ): El dispositivo único de Amaru es la Garra Hook, un dispositivo que cuando se activa, dispara varios ganchos de agarre y luego la atrae hacia los ganchos. Esto le permite subir por las escotillas, ventanas del segundo piso o más altas y los tejados.

- Kali (Jaimini Kalimohan Shah ): Está equipada con el rifle CSRX 300, un poderoso rifle de francotirador de cerrojo que puede atravesar múltiples paredes rompibles y destruir barricadas de madera con un solo disparo.

- Iana (Nienke Meijer ): Su dispositivo es el replicador Gemini. Cuando se activa, crea un señuelo holografíco de ella, que puede controlar de forma remota como un dron.

- Ace (Håvard Haugland ): Tiene el dispositivo de violación de S.E.L.M.A., cuando se lanza a una superficie reforzada o no que se pueda romper, el S.E.L.M.A. Extenderá un conjunto de armas explosivas y luego detonará creando una amplia abertura que se puede usar para establecer una línea de visión.

- Zero (Sam Fisher ): Su dispositivo es el lanzador Argus, que lanza cámaras pequeñas. Estas cámaras pueden excavar en cualquier superficie, incluidas las paredes reforzadas. Proporciona una vista de cámara en ambos lados de la superficie desplegada.

- Flores (Santiago Lucero ): Su dispositivo es un dron de control remoto llamado ECR-RATERO; el cual tiene la posibilidad de anclarse a una superficie, blindarse y seguidamente explotar al cabo de 3 segundos. causando posibles muertes a enemigos. Es realmente parecido a la explosión remota C4. El jugador solo tendrá 10 segundos en total para controlar el dron, antes de que se active la cuenta atrás de este mismo y explotar. (4 Drones)

- Osa (Anja Katarina Janković ): Puede llevar en la mano su escudo antibalas transparente Talon-8 o desplegarlo en marcos de puertas , ventanas o en el suelo , lo cual le proporciona una línea de visión protectora mientras formula una estrategia de ataque.

- Sens (Néon Ngoma ): El Sistema de proyección ROUE rueda cuando Sens lo lanza, y va dejando a su paso pequeños proyectores que crean una pantalla de luz. Aunque los objetos físicos pueden atravesar esta pantalla, es muy flexible, pues obstaculiza múltiples líneas de visión al mismo tiempo.

- Grim (Charlie Tho Keng Boon): Su dispositivo es el Lanzador Colmena Kawan, este dispara un proyectil que libera un enjambre de pequeños robots que siguen el rastro de los oponentes que atraviesan el enjambre marcando su posición exacta durante un corto periodo de tiempo.

- Brava (Nayara Cardoso): Su dispositivo es el dron Kludge, es una herramienta de sabotaje capaz de tomar el control de los dispositivos enemigos y usarlos en su contra. Si el dispositivo no puede controlarse, quedará destruido.

#### Defensores
- Mute (Mark Chandar ): Va equipado con inhibidores de señal GC90, que impiden que aparatos electrónicos (como drones, cargas explosivas o cargas de racimo) operen dentro de su rango.(3 inhibidores)

- Smoke (James Porter ): Tiene unas granadas de gas remotas con compuesto Z8 que daña a los enemigos.(3 granadas)

- Castle (Miles Campbell ): Refuerza puertas y ventanas con sus paneles de blindaje UTP-1, haciéndolas casi impenetrables.(3 paneles).

- Pulse (Jack Estrada ): Lleva consigo un detector de latidos HB-5 con el que localiza a sus enemigos a través de las paredes.

- Doc (Gustave Kateb ): Pistola curativa. Puede revivirse a sí mismo

- Rook (Julien Nizan ): Viene con una bolsa con 5 placas de blindaje R1N "RHINO". Estas placas de blindaje se pueden recoger y equipar para mayor resistencia al daño.

- Kapkan (Maxim Basuda ): Daña a sus enemigos con su dispositivo EDD MK II, un explosivo que se activa con un láser invisible que se coloca en puertas y ventanas.(5 trampas, con 60 de daño cada una)

- Tachanka (Alexander Senaviev ): Se equipa con un lanzagranadas de proyectiles igneos.

- Jäger (Marius Streicher ): Protege a sus compañeros de las granadas con su sistema de defensa activa SDA MK IV Magpie, que las inhabilita antes de que estallen.(3 magpie de 2 granadas por magpie)

- Bandit (Dominic Brunsmeier ): Trae consigo baterías de electrochoque CED-1 con las que electrifica objetos metálicos.(4 baterías )

- Frost (Tina LIn Tsang ): Coloca trampas para osos Sterling MK2 LHT que atrapan e incapacitan a sus enemigos.(3 trampas)

- Valkyrie (Megan J. Castellano ): Tiene cámaras giroscópicas MK2 que pueden colocarse en prácticamente cualquier parte de cualquier mapa con el objetivo de observar a sus enemigos.(3 cámaras)

- Caveira (Taina Pereira ): Tiene la capacidad de desplazarse con mayor sigilo y la habilidad de interrogar a un enemigo herido para revelar la posición de sus compañeros.

- Echo (Masaru Enatsu ): Despliega su dron Yokai con camuflaje óptico, que dispara ráfagas ultrasónicas con las que desorienta a los oponentes.(2 drones)

- Mira (Elena María Álvarez ): Con el dispositivo espejo negro puede crear aberturas en las paredes metálicas.(2 espejos )

- Lesion (Liu Tze Long ): Dispone de las minas Gu, trampas que contienen espinas con toxinas, que al activarse provocan en el enemigo un daño continuo hasta que el oponente se quite el dardo( 1 mira cada 30 segundos)

- Ela (Elżbieta Bosak ): Está equipada con las minas adhesivas Grzmot, explosivos que detonan y provocan la reducción en la movilidad, visión y puntería de los adversarios.(3 minas grzmot)

- Vigil (Chul Kyung Hwa ): Porta un traje de camuflaje que al activarse lo vuelve invisible contra los drones del equipo atacante.

- Alibi (Aria de Luca ): Coloca dispositivos que muestran un holograma con su imagen. Estos hologramas al ser traspasados con el cuerpo, balas o drones de los enemigos puede mostrar por tres segundos la ubicación y que operador enemigo es.(3 hologramas

- Maestro (Adriano Martello ): Usa dispositivos blindados con cámara que lanzan ráfagas contra el enemigo, únicamente el puede moverlos, pero dejando usar las cámaras fijas extra para sus compañeros.( 2 cámaras )

- Clash (): Tiene un escudo equipado con el que puede ralentizar a los enemigos quitándole de 5 en 5 de vida.

- Kaid (Jalal El Fassi  ) Tiene 2 cargas, las cuales al tirarlas se enganchan a la superficie y electrifica lo que tenga alrededor de una circunferencia.

- Mozzie (Max Goose): Sus lanzadores de plaga permiten piratear los drones enemigos que se acerquen a la trampa para luego usarlos el mismo.(3 plagas)

- Warden (Collinn McKinley ): Utiliza unas gafas especiales las cuales al activarse por un periodo de tiempo determinado es inmune a las granadas cegadoras y al quedarse quieto poder ver a través del humo.

- Goyo (César Ruiz Hernández ): Su dispositivo es el Escudo Volcán. Si bien parece un escudo desplegable desde el frente, tiene un gran bote explosivo oculto en la parte posterior. El explosivo detona cuando se le dispara, dejando una alfombra de llamas como un área de negación para los atacantes que intentan cruzarlo.(Tiene 2 Escudos)

- Wamai (Ngūgī Muchoki Furaha ): Su dispositivo es el Mag-Net, un poderoso electroimán que intercepta y redirige los proyectiles hacia el dispositivo haciéndolos detonar.(tiene 5 electroimanes)

- Oryx (Saif Al Hadid ): Su habilidad es el Remah Dash. Cuando se activa realiza una embestida con su cuerpo que puede romper paredes rompibles y tumbar a los atacantes.

- Melusi (Thandiwe Ndlovu ): Su dispositivo es el defensa sónica de Banshee, cuando se despliega en una pared o piso, el banshee emitirá un zumbido bajo cada vez que un atacante entre en su radio y línea de visión. Además de alertar a los defensores con su ruido, Banshee también ralentiza el movimiento de cualquier atacante.

- Aruni (Apha Tawanroong): Su dispositivo es la puerta láser Surya. Cuando este dispositivo se lanza a una puerta, trampilla, ventana o cualquier tipo de pared. Crea una rejilla láser que cubre la mayor parte de la entrada.

- Thunderbird (Mina Sky ): Su dispositivo es la estación Kóna que al ser desplegada en el suelo actúa como un punto de seguridad para los operadores heridos y caídos. Todo lo que tienen que hacer es acercarse al dispositivo y la estación Kóna aumenta automáticamente el HP del operador u ofrece una reanimación.

- Thorn (Brianna Skehan ): Su dispositivo es el Razorbloom Shell, este se adhiere a una superficie después de que Thorn lo lanza. Poco después de detectar a un oponente cercano, automáticamente impulsa un conjunto de cuchillas afiladas en todas direcciones, provocando un daño letal.

- Azami (Kana Fujiwara ): La Barrera Kiba es un kunai modificado que se clava en una superficie después de lanzarla y libera un material que primero se expande y después se solidifica, creando una barrera antibalas que tapa los agujeros de tus defensas.

- Solis (Ana Díaz ): Su dispositivo es el Electrosensor SPEC-IO, un nuevo dispositivo de detección para los agentes del bando defensor, su habilidad sirve para marcar dispositivos electrónicos de los atacantes, muy parecida a la habilidad de IQ.

## Contenido descargable
A lo largo de los meses el juego recibe actualizaciones con contenido adicional, que incluyen nuevos operadores, mapas y skins, además de mejoras de rendimiento y correcciones de fallos. El calendario de actualización que el juego utiliza se divide en "Años", los cuales a su vez están divididos en cuatro secciones llamadas temporadas. En cada temporada, generalmente, se lanzan dos nuevos operadores, un mapa, opciones de personalización para armas y personajes y diferentes tipos de optimizaciones (servidores, texturas, iluminación, etc).
A continuación se detallan los anteriores y próximos DLCs del juego:
| Contenido descargable y expansiones | Contenido descargable y expansiones | Contenido descargable y expansiones | Contenido descargable y expansiones |
| Año                                 | Nombre                              | Fecha de lanzamiento | Contenido |
| ----------------------------------- | ----------------------------------- | --- | --- |
| Año 1                               | Operation Black Ice                 | 2 de febrero de 2016 | Nuevo mapa llamado "Yate" ubicado en la Bahía de Baffin, Canadá y dos operadores pertenecientes al JTF2 canadiense, Buck y Frost. También incluyó nuevas apariencias de armas, cámara de espectador para todas las plataformas y otras serie de mejoras. |
| Operation Dust Line                 | 11 de mayo de 2016                  | Nuevo mapa llamado "Frontera" ubicado en Medio Oriente. Dos nuevos operadores: Blackbeard y Valkyrie de los Navy Seals estadounidenses. Además, nuevas apariencias de armas, opciones de personalización avanzadas, la posibilidad de cambiar el equipamiento entre rondas, y otras mejoras. | |
| Operation Skull Rain                | 2 de agosto de 2016                 | Nuevo mapa "Favela" situado en Brasil y dos personajes, Capitão y Caveira del BOPE. También medidas contra comportamientos inadecuados, un nuevo accesorio para las armas, contenido adicional para personalización y varias mejoras en el juego.                                            | |
| Operation Red Crow                  | 17 de noviembre de 2016             | Nuevo mapa "Rascacielos" localizado en Nagoya, Japón. Los operadores Hibana y Echo del SAT, actualizaciones para mejorar la experiencia de juego, nuevas oportunidades de personalización y mejoras en la experiencia de juego.                                                              | |
| Año 2                               | Operation Velvet Shell              | Febrero de 2017 | Nuevo mapa "Litoral" ubicado en España y dos agentes del GEO español Jackal y Mira. Una interfaz mejorada de navegación, más opciones de personalización                                                                                                 |
| Año 2                               | Operation Health                    | Junio de 2017 | Esta temporada no tuvo mapa nuevo ni rediseños, tampoco tuvo nuevos operadores. |
| Año 2                               | Operation Blood Orchid              | Septiembre de 2017 | Nuevo mapa "Parque Temático" y tres nuevos operadores Ying, Lesión y Ela. |
| Año 2                               | Operation White Noise               | Diciembre de 2017 | Nuevo mapa "Torre" y dos nuevos operadores Dokkaebi y Vigil. |
| Año 3                               | Operation Chimera                   | Marzo de 2018 | Esta temporada no tuvo mapa nuevo ni rediseños, Solo dos nuevos operadores Lion y Finka. |
| Año 3                               | Operation Para Bellum               | Junio de 2018 | Nuevo mapa "Villa" y dos nuevos operadores Maestro y Alibi. |
| Año 3                               | Operation Grim Sky                  | Septiembre de 2018 | Rediseño del mapa "Base de Hereford" y dos nuevos operadores Maverick y Clash. |
| Año 3                               | Operation Wind Bastion              | Noviembre de 2018 | Nuevo mapa "Fortaleza" y dos nuevos operadores Nomad y Kaid. |
| Año 4                               | Operation Burnt Horizon             | Febrero de 2019 | Nuevo mapa "Territorio Remoto" y dos nuevos operadores Gridlock y Mozzie. |
| Año 4                               | Operation Phantom Sight             | Abril de 2019 | Rediseño del mapa "Café Dostoyevsky" y dos nuevos operadores Nøkk y Warden. |
| Año 4                               | Operation Ember Rise                | Septiembre de 2019 | Rediseño del mapa "Canal" y dos nuevos operadores Amaru y Goyo. |
| Año 4                               | Operation Shifting Tides            | Diciembre de 2019 | Rediseño del mapa "Parque Temático" y dos nuevos operadores Kali y Wamai. |
| Año 5                               | Operation Void Edge                 | Marzo de 2020 | Rediseño del mapa "Oregon" y dos nuevos operadores Iana y Oryx. |
| Año 5                               | Operation Steel Wave                | Junio de 2020 | Rediseño del mapa "Casa" y dos nuevos operadores Ace y Melusi. |
| Año 5                               | Operation Shadow Legacy             | Septiembre de 2020 | Rediseño del mapa "Chalet" y un nuevo operador Zero. |
| Año 5                               | Operation Neon Dawn                 | Diciembre de 2020 | Rediseño del mapa "Rascacielos" y una nueva operadora Aruni. |
| Año 6                               | Operation Crimson Heist             | Marzo de 2021 | Rediseño del mapa "Frontera" y un nuevo operador Flores. |
| Año 6                               | Operation North Star                | Junio de 2021 | Rediseño del mapa "Favela" y una nueva operadora Thunderbird. |
| Año 6                               | Operation Crystal Guard             | Septiembre de 2021 | Pequeñas modificaciones en los siguientes mapas "Banco", "Linea costera" y "Club" y una nueva operadora Osa. |
| Año 6                               | Operation High Caliber              | Diciembre de 2021 | Rediseño del mapa "Territorio Remoto" y una nueva operadora Thorn. |
| Año 7                               | Operation Demon Veil                | Marzo de 2022 | Nuevo mapa "Llanura Esmeralda" y una nueva operadora Azami. |
| Año 7                               | Operation Vector Glare              | Junio de 2022 | Nuevo mapa "Combate Cercano" y un nuevo operador Sens. |
| Año 7                               | Operation Brutal Swarm              | Septiembre de 2022 | Nuevo mapa "Estadio" y un nuevo operador Grim. |
| Año 7                               | Operation Solar Raid                | Diciembre de 2022 | Nuevo mapa "Laboratorios de Nighthaven" y una nueva operadora Solis. |
| Año 8                               | Operation Commanding Force          | Marzo de 2023 | Esta temporada no tuvo mapa nuevo ni rediseños, solo una nueva operadora Brava. |

## Recepción

### Crítica
La recepción previa al lanzamiento del videojuego fue positiva, los críticos elogiaron el diseño del juego y las tensiones creadas durante los partidos. El juego recibió cuatro nominaciones de los Game Critics Awards: Mejor espectáculo, Mejor juego de PC, Mejor juego de acción y Mejor juego multijugador en línea. El juego finalmente se convirtió en el ganador de la categoría de Mejor juego de PC.
Tom Clancy Rainbow Six Siege recibió críticas "generalmente favorables" de parte de los críticos, según Metacritic, un página de reseñas. Los críticos generalmente elogiaron el ambiente destructivo, la naturaleza táctica, el diseño del mapa y su enfoque en el trabajo en equipo. Sin embargo, la falta de contenido y las microtransacciones del videojuego fueron criticadas.
El juego multijugador fue ampliamente elogiado por la crítica. Chris Carter de Destructoid elogió la naturaleza abierta del juego, lo que hizo que cada partido sea impredecible y ayudó a que la experiencia se mantuviera fresca incluso después de un período prolongado de juego. Scott Butterworth de GameSpot apreció el título por permitir a los jugadores hacer uso de su creatividad al abordar una misión. James Davenport de PC Gamer hizo eco de este pensamiento, y describió a Siege como una "carrera psicológica" en la que los jugadores constantemente intentan burlar a sus oponentes. Ryan McCaffery de IGN También elogió las posibilidades tácticas, que hacen que el juego sea "tenso y fascinante". La gran cantidad de operadores disponibles para que los jugadores elijan fueron elogiados por Carter y Matt Bertz de Game Informer, quienes comentaron que agregaron profundidad y variedad al juego y que los jugadores podían experimentar para ver qué pares de operadores podían complementar cada uno otro. Sin embargo, McCaffery estaba decepcionado por la falta de variedad de los modos de juego, y comentó que la mayoría de los jugadores suelen descuidar los objetivos del modo y optaron por simplemente eliminar a sus oponentes. Terrorist Hunt tuvo opiniones divisivas de parte de los críticos. Carter pensó que era más relajante, y Butterworth pensó que era emocionante. Sin embargo, Bertz criticó su falta de variedad, una inteligencia artificial débil y su naturaleza menos intensa en comparación con los modos de jugador contra jugador. Martin Robinson de Eurogamer también notó que el modo solo funcionaba a 30 fotogramas por segundo, lo que limitaba su atractivo.
El enfoque del juego en las tácticas fue elogiado. Bertz aplaudió la naturaleza táctica del juego, ya que fomentó las comunicaciones entre los jugadores. Sin embargo, señaló que el trabajo en equipo puede no ser posible si los jugadores no tienen auriculares ni micrófono. Arthur Gies de Polygon hizo eco de estos comentarios, afirmando que la dependencia excesiva del juego en el trabajo en equipo significaba que cuando los compañeros de equipo no se comunicaban, el juego no sería divertido de jugar. El sistema de "No reaparecer" fue elogiado por Butterworth por hacer que cada partida se sintiera intensa, ya que incluso el mejor jugador necesita pensar tácticamente para poder ganar. Jonathon Leack de Game Revolution Disfruto de la fase de exploración de una partida multijugador, que alentó a los jugadores a comunicarse entre sí y coordinar sus ataques. Sin embargo, Gies notó que la ubicación de los objetivos del juego no varía mucho, por lo que la fase de exploración no tiene sentido. Tanto Bertz como Butterworth estuvieron de acuerdo en que la naturaleza competitiva del juego aumenta el valor de repetición del juego. Ben Griffin de GamesRadar elogió la mecánica de destrucción por aportar profundidad táctica al juego.
La jugabilidad recibió críticas mixtas. Tanto Bertz como Griffin criticaron el incompetente sistema de detección de impactos del juego, lo que hizo que la experiencia fuera injusta. Bertz describió el tiroteo del juego como "servible", mientras que Leack notó una demora al disparar, lo que arrastra el ritmo del juego y lleva a una curva de aprendizaje empinada. Sin embargo, Leack agradeció el diseño del mapa del juego, que abrió muchas posibilidades. También elogió su atención a los detalles y el diseño de sonido, que a menudo puede hacer que una combinación multijugador se sienta como una "gran película de acción". Bertz estaba decepcionado por la falta de opciones de personalización, que no ofrecía una progresión a largo plazo para los jugadores. Butterworth también criticó el sistema de progresión por ser lento. Como los jugadores no pueden jugar como el mismo operador en el mismo partido, a menudo se lo obligaba a jugar como el personaje genérico de "reclutar" cuando solo estaba en la etapa inicial del juego. También criticó las opciones limitadas de personalización de armas, que apenas afectan el juego. McCaffery describió la personalización como el aspecto "menos interesante" del juego, y afirmó que la mayoría de las características del juego se bloquearon cuando los jugadores comenzaron a jugar. Griffin, Gies y Steven Burns de VideoGamer.com se molestaron por las microtransacciones presentadas en el juego, con Griffin describiéndolo como un intento codicioso de Ubisoft de ganar más dinero, aunque a Davenport no le importó estas características, ya que se limitaban a artículos cosméticos y podían desbloquearse al ganar renombre. Bertz estaba molesto por la falta de infraestructura de clanes, lo que puede causar problemas a los jugadores cuando encontraban partidos, mientras Griffin pensaba que la rotación del mapa a menudo se sentía al azar y estaba decepcionado de que los jugadores no puedan votar para decidir qué mapa van a juega a continuación.
El modo de un jugador fue generalmente considerado una decepción por los críticos, con Situations recibiendo críticas mixtas. Carter lo describió como una de sus "adiciones favoritas fuera de la campaña", ya que el modo incentivó a los jugadores a regresar debido a su sistema de clasificación. Butterworth lo describió como un modo "sorprendentemente robusto", y pensó que había grandes misiones tutoriales que ayudan a los jugadores a entender el juego antes de probar el modo multijugador. Sin embargo, Bertz lo criticó por su falta de valor de rejugabilidad, y Griffin señaló su corta duración. McCaffery pensó que servía como un tutorial competente, pero su naturaleza de juego en solitario significaba que los jugadores no podían practicar juegos de mesa y tácticas. Davenport criticó la narración en Situations, que pensó que no era significativa. Muchos críticos se sintieron decepcionados por la falta de una campaña para un solo jugador o una campaña cooperativa, pero Butterworth creía que los sólidos componentes multijugador pueden compensar esta ausencia. Gies notó que ciertos problemas de red afectarían a un jugador.
Muchos críticos generalmente tenían una opinión positiva sobre el paquete. Bertz pensó que el diseño multijugador del juego había sentado una gran base para el juego, pero no se aprovechó debido a la pequeña cantidad de modos de juego. Leack sintió que el enfoque estrecho de Siege en el juego táctico había "proporcionado algo diferente a cualquier otro juego en el mercado". Butterworth encontró el juego muy único y que no había "nada igual" cuando dejó de lado las pequeñas molestias del juego. Griffin escribió que el título parecía muy reciente, ya que la mayoría de los juegos en el mercado no valoraban las tácticas. Davenport igualmente elogió el juego por estar muy concentrado y no hacer concesiones en el diseño del juego, lo que a su vez hace que el título sea uno de los mejores shooters tácticos multijugador en el mercado. Gies reconoció el potencial del juego, pero pensó que se veían eclipsados por las numerosas molestias técnicas, el frustrante sistema de progresión y la falta de contenido del juego. Robinson quedó impresionado por el modo multijugador del juego, y que el paquete general podría considerarse como el mejor juego multijugador del año. Sin embargo, cuestionó a Ubisoft por lanzar el juego con tan poco contenido mientras todavía lo vendía a precio completo.

### Ventas
En mayo de 2015, el CEO de Ubisoft Yves Guillemot anunció que la compañía esperaba que el juego superara los siete millones de ventas de Far Cry 4 a lo largo de su vida gracias al soporte posterior al lanzamiento.
En el lanzamiento del videojuego, debutó en el número seis en UK Software Charts, vendiendo 76,000 copias al por menor en las tres plataformas. Los críticos pensaron que el rendimiento de lanzamiento fue decepcionante y deslucido. Sin embargo, a través de soporte y actualizaciones posteriores a la publicación, la base de jugadores se duplicó desde el lanzamiento del juego. Tras el lanzamiento en verano de 2016 del tercer DLC, Skull Rain , el tamaño de la base de jugadores tuvo un aumento del 40%, y el título tenía más de 10 millones de jugadores registrados. Dos años después del lanzamiento, el juego se mantuvo como uno de los 40 mejores juegos minoristas más vendidos en el Reino Unido. La buena actuación de Siege, junto con Tom Clancy's The Division (2016) y Tom Clancy's Ghost Recon Wildlands (2017) aumentaron el número total de jugadores de la franquicia de Tom Clancy a 44 millones en 2017. El éxito post-lanzamiento de Siege solidificó aún más la creencia de Ubisoft en el modelo de "videojuego como servicio". Los futuros títulos centrados en multijugador de Ubisoft, como For Honor, adoptaron esta estructura, en la que la compañía proporcionaría contenido descargable gratuito y actualizaciones varios años después del lanzamiento oficial del juego. En agosto de 2017, Ubisoft anunció que el juego había superado los 20 millones de jugadores y que el videojuego ya era jugado por 2,3 millones de jugadores cada día. Dos años después del lanzamiento del juego, Ubisoft anunció que el juego ha superado los 25 millones de jugadores registrados. A inicios de 2019 se lanzó su actualización de año cuatro, donde ya cuenta con 45 millones de jugadores registrados. 